# Індер Сінґг (хокеїст на траві)
Індер Сінґг (25 лютого 1944 — 19 серпня 2001) — індійський хокеїст на траві.
Бронзовий призер Олімпійських Ігор 1968 року.
Переможець Азійських ігор 1966 року.